# Episodi di The League (sesta stagione)
La sesta stagione della serie televisiva The League è stata trasmessa in prima visione sul canale statunitense FXX dal 3 settembre al 19 novembre 2014.
In Italia la stagione è stata trasmessa in prima visione dal canale satellitare Fox Comedy dal 23 marzo al 27 aprile 2016.
| nº | Titolo originale       | Titolo italiano        | Prima TV USA      | Prima TV Italia |
| -- | ---------------------- | ---------------------- | ----------------- | --------------- |
| 1  | Sitting Shiva          | Venerando Shiva        | 3 settembre 2014  | 23 marzo 2016   |
| 2  | Tefl-Andre             | Andre, il Guru         | 10 settembre 2014 | 23 marzo 2016   |
| 3  | The Height Supremacist | Basso è bello          | 17 settembre 2014 | 30 marzo 2016   |
| 4  | When Rafi Met Randy    | Rafi ti presento Randy | 24 settembre 2014 | 30 marzo 2016   |
| 5  | The Hot Tub            | I pantaloni dell'amore | 1º ottobre 2014   | 6 aprile 2016   |
| 6  | Breast Awareness Month | Il mese della salute   | 8 ottobre 2014    | 6 aprile 2016   |
| 7  | The Heavenly Fouler    | Scherzo pesante        | 15 ottobre 2014   | 13 aprile 2016  |
| 8  | Man Land               | Maschiolandia          | 22 ottobre 2014   | 13 aprile 2016  |
| 9  | Taco Standard Time     | L'ora solare di Taco   | 29 ottobre 2014   | 20 aprile 2016  |
| 10 | Epi Sexy               | EpiSexy                | 5 novembre 2014   | 20 aprile 2016  |
| 11 | EBDBBnB                | Bed & Breakfast        | 12 novembre 2014  | 27 aprile 2016  |
| 12 | Menage a Cinq          | Ménage à cinq          | 19 novembre 2014  | 27 aprile 2016  |
| 13 | The Beach House        | La casa al mare        | 19 novembre 2014  | 27 aprile 2016  |